# Silene subadenophora
Silene subadenophora är en nejlikväxtart som beskrevs av Ovczinn. Silene subadenophora ingår i släktet glimmar, och familjen nejlikväxter. Inga underarter finns listade i Catalogue of Life.